# Acosmeryx miskini

Acosmeryx miskini is een vlinder uit de familie van de pijlstaarten (Sphingidae). De wetenschappelijke naam van de soort werd in 1873 gepubliceerd door Murray.

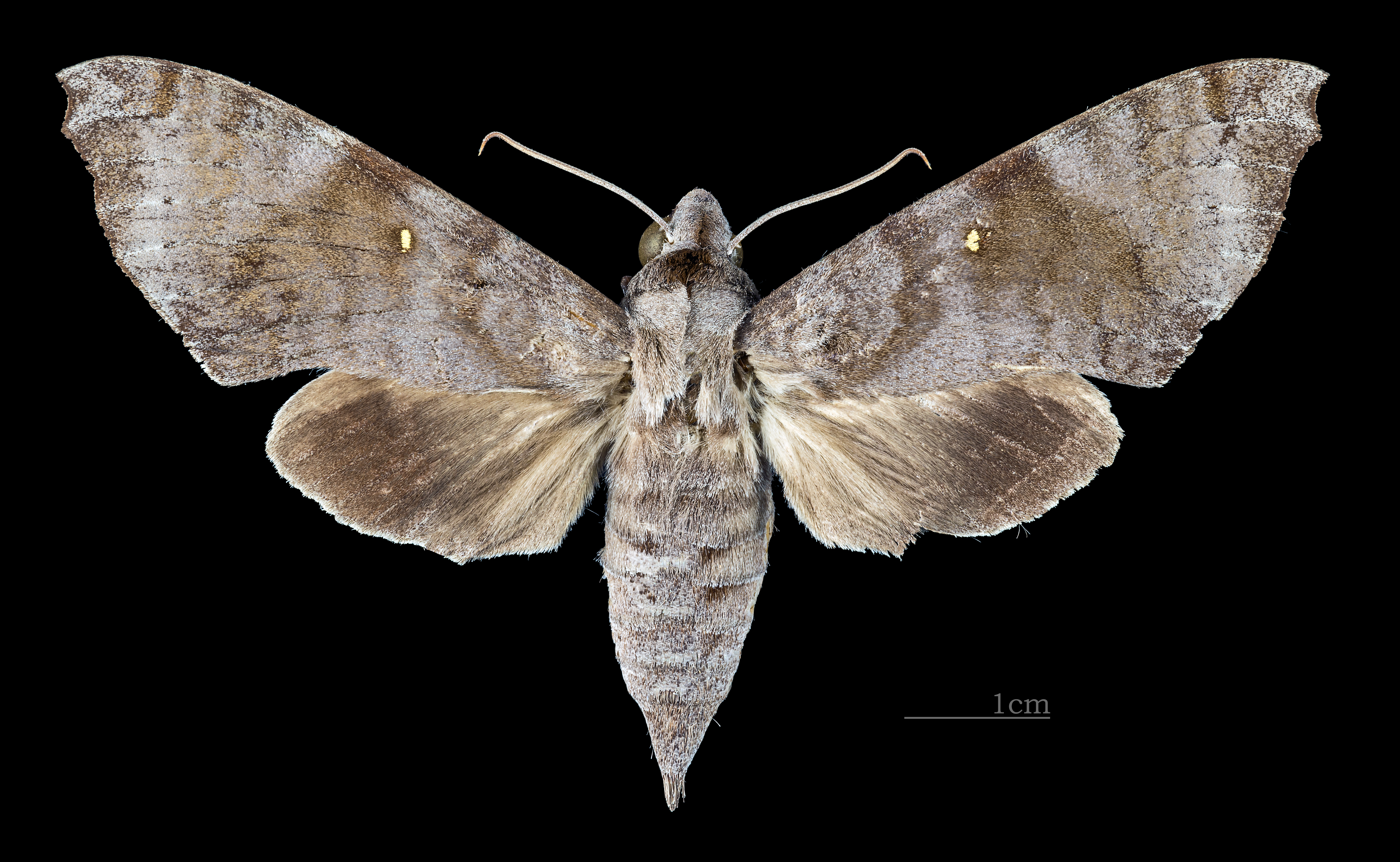
♀
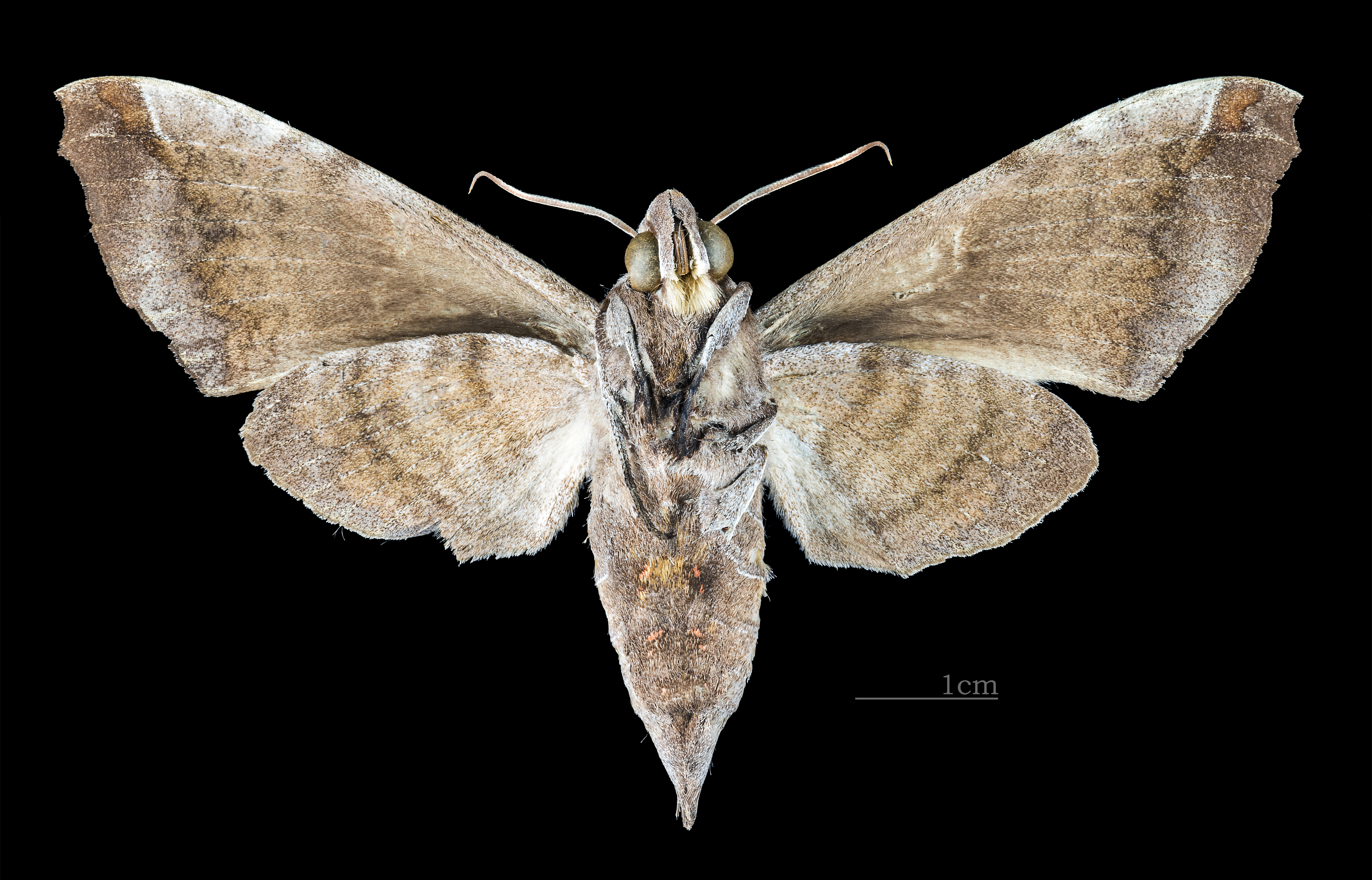
♀ △